# 勘定奉行
勘定奉行（かんじょうぶぎょう）は、江戸幕府の役職の一つ。勘定所の最高責任者で財政や幕府直轄領を支配する郡代や代官の指揮監督などを司った。
寺社奉行・町奉行とともに三奉行の一つで、共に評定所を構成した。

## 概要
老中支配の役職であり、勘定所の最高責任者であった。勘定所の正確な設置時期は不明であるが、史料上、慶長10年（1605年）には設置されていたとみられる。江戸幕府の成立直後は家康の駿府政権と秀忠の江戸政権の二元体制で、それぞれに勘定所が置かれたが、元和2年（1616年）の駿府政権の解体により江戸の勘定所に一元化された。元禄年間までは勘定頭（かんじょうがしら）とも称した。
家光の時代には幕領や代官の支配、金銀出納などは、寄合衆（老中）や留守居の職務とされていたが、寛永19年（1642年）にはこれらも勘定頭の職務とされた。
財政以外では、金融や経済、交通や運輸（元禄11年（1698年）から道中奉行を兼帯）、長崎貿易、警察や裁判、治水も担当した。幕末期には海防掛の一員として国防も担当した。
定員は約4人で役高は享保8年（1723年）に3000石と定められた。さらに宝暦4年（1754年）からは御役入用金として年300両が支給された。
享保6年（1721年）に勘定所は年貢や知行割などを扱う勝手方と公事や訴訟などを扱う公事方に分かれ、翌享保7年（1722年）からは勘定奉行及び幕府財政の監査・監察を担う勘定吟味役も勝手方と公事方を分掌することとなった。

## 評定所一座
寛永12年（1635年）以降、勘定奉行は寺社奉行や町奉行とともに三奉行とされ（三奉行を主たる構成員とする寄合はのちに「評定所一座」と称された）、これに大目付なども加わって訴訟や裁決を行った。
享保7年（1722年）以降は式日への出席は公事方勘定奉行のみとされたが、これとは別に三奉行がそれぞれ月番の役宅に集まって審議する内寄合があった。

## 勘定奉行就任者
東京帝国大学文学部史料編纂所 編『読史備要 新訂版』内外書籍、1938年、520-526頁。に拠る。

### 17世紀
- 大久保長安（1603年 - 1613年）
- 松平正綱（1609年 - 1633年）
- 大河内久綱
- 伊奈忠次（慶長年間 - ）
- 伊奈忠治（慶長年間 - ）
- 杉浦正友（1632年 - 1634年）
- 酒井忠吉（1632年 - 1635年）
- 伊丹康勝（1632年 - 1659年）
- 曾根吉次（1642年 - 1661年）
- 村越吉勝（1651年 - 1659年）
- 岡田善政（1660年 - 1670年）
- 伊丹勝長（1662年）
- 妻木重直（1662年 - 1670年）
- 松浦信貞（1666年 - 1673年）
- 杉浦正照（1668年 - 1680年）
- 徳山重政（1670年 - 1681年）
- 甲斐庄正親（1672年 - 1680年）
- 岡部吉昌（1675年 - 1678年）
- 大岡清重（1680年 - 1687年）
- 高木守蔵（1680年 - 1682年）
- 彦坂重治（1680年 - 1687年）
- 中山信久（1682年 - 1685年）
- 松平忠冬（1685年）
- 仙石政勝（1685年 - 1687年）
- 小菅正武（1687年 - 1688年）
- 佐野正周（1687年 - 1688年）
- 松平重良（1688年 - 1698年）
- 戸田直武（1688年 - 1689年）
- 稲生正照（1689年 - 1699年）
- 井戸良弘（1694年 - 1702年）
- 荻原重秀（1696年 - 1712年）
- 久貝正方（1699年 - 1705年）
- 戸川安広（1699年 - 1708年）

### 18世紀
- 中山時春（1702年 - 1714年）
- 石尾氏信（1705年 - 1708年）
- 平岩親庸（1708年 - 1713年）
- 大久保忠香（1708年 - 1716年）
- 水野忠順（1712年 - 1719年）
- 水野信房（1713年 - 1723年）
- 伊勢貞勅（1714年 - 1721年）
- 大久保忠位（1716年 - 1723年）
- 駒木根政方（1719年 - 1732年）
- 筧正鋪（1720年 - 1734年）
- 久松定持（1723年 - 1729年）
- 稲生正武（1723年 - 1731年）
- 松波正春（1729年 - 1736年）
- 細田時以（1731年 - 1737年）
- 杉岡能連（1731年 - 1738年）
- 松平政澄（1732年 - 1734年）
- 神谷久敬（1734年 - 1749年）
- 石野範種（1734年 - 1737年）
- 河野通喬（1736年 - 1742年）
- 神尾春央（1737年 - 1753年）
- 桜井政英（1738年 - 1739年）
- 水野忠伸（1738年 - 1744年）
- 木下信名（1739年 - 1746年）
- 萩原美雅（1743年 - 1745年）
- 逸見忠栄（1744年 - 1748年）
- 松浦信正（1746年 - 1753年）
- 曲淵英元（1748年 - 1757年）
- 遠藤易続（1749年 - 1751年）
- 三井良龍（1749年 - 1751年）
- 永井尚方（1752年 - 1753年）
- 一色政沆（1752年 - 1765年）
- 松平忠陸（1753年 - 1754年）
- 大井満英（1753年 - 1756年）
- 大橋親義（1754年 - 1758年）
- 中山時庸（1755年 - 1757年）
- 細田時俊（1756年 - 1759年）
- 菅沼定秀（1757年 - 1758年）
- 稲生正英（1758年 - 1760年）
- 小幡景利（1758年 - 1761年）
- 石谷清昌（1759年 - 1779年）
- 坪内定央（1760年 - 1761年）
- 安藤惟要（1761年 - 1782年）
- 牧野成賢（1761年 - 1768年）
- 小野一吉（1762年 - 1771年）
- 伊奈忠宥（1765年 - 1769年）
- 松平忠郷（1768年 - 1773年）
- 川井久敬（1771年 - 1775年）
- 太田正房（1773年 - 1778年）
- 新見正栄（1775年 - 1776年）
- 桑原盛員（1776年 - 1788年）
- 山村良旺（1778年 - 1784年）
- 松本秀持（1779年 - 1786年）
- 赤井忠晶（1782年 - 1786年）
- 久世広民（1784年 - 1797年）
- 柘植正寔（1786年 - 1788年）
- 青山成存（1786年 - 1787年）
- 根岸鎮衛（1787年 - 1798年）
- 久保田政邦（1788年 - 1792年）
- 柳生久通（1788年 - 1817年）
- 曲淵景漸（1788年 - 1797年）
- 佐橋佳如（1792年 - 1794年）
- 間宮信好（1794年 - 1797年）
- 中川忠英（1797年 - 1806年）
- 石川忠房（1797年 - 1806年、1819年 - 1828年）
- 菅沼定喜（1797年 - 1802年）
- 松平貴強（1798年 - 1799年）
- 小笠原長幸（1800年 - 1812年）

### 19世紀
- 松平信行（1802年 - 1812年）
- 水野忠通（1806年 - 1810年）
- 永田正道（1810年 - 1811年）
- 肥田頼常（1810年 - 1815年）
- 有田貞勝（1811年 - 1812年）
- 曲淵景露（1812年 - 1816年）
- 小長谷政良（1812年 - 1814年）
- 岩瀬氏紀（1814年 - 1815年）
- 榊原忠之（1815年 - 1819年）
- 服部貞勝（1816年 - 1819年）
- 土屋厳直（1816年 - 1819年）
- 古川氏清（1816年 - 1820年）
- 村垣定行（1818年 - 1832年）
- 遠山景晋（1819年 - 1820年）
- 松浦忠（1820年 - 1823年）
- 曽我助弼（1823年 - 1835年）
- 土方勝政（1828年 - 1836年）
- 内藤矩佳（1829年 - 1841年）
- 明楽茂村（1832年 - 1841年）
- 大草高好（1835年 - 1836年）
- 神尾元孝（1836年 - 1837年）
- 矢部定謙（1836年 - 1838年）
- 深谷盛房（1837年 - 1841年）
- 遠山景元（1838年 - 1840年）
- 佐橋佳富（1840年 - 1842年）
- 梶野良材（1840年 - 1843年）
- 田口喜行（1841年）
- 土岐頼旨（1841年 - 1842年）
- 松平政周（1841年）
- 跡部良弼（1841年 - 1844年）
- 戸川安清（1842年 - 1844年）
- 岡本成（1842年 - 1843年）
- 井上秀栄（1842年 - 1843年）
- 佐々木一陽（1843年）
- 鳥居忠耀（1843年）
- 石河政平（1843年 - 1855年）
- 榊原忠職（1843年 - 1844年）
- 中坊広風（1844年 - 1845年）
- 松平近直（1844年 - 1857年）
- 久須美祐明（1844年 - 1850年）
- 牧野成綱（1845年 - 1848年）
- 池田頼方（1848年 - 1852年）
- 伊奈忠告（1850年）
- 一色直休（1850年 - 1852年）
- 本多安英（1852年 - 1858年）
- 川路聖謨（1852年 - 1858年）
- 田村顕彰（1853年 - 1855年）
- 水野忠徳（1854年 - 1857年）
- 石谷穆清（1855年 - 1858年）
- 土岐朝昌（1857年 - 1859年）
- 永井尚志（1857年 - 1858年）
- 佐々木顕発（1858年 - 1859年）
- 立田正明（1858年 - 1859年）
- 大沢乗哲（1858年 - 1859年）
- 山口直信（1859年 - 1860年）
- 松平近韻（1859年 - 1860年）
- 堀越元邦（1859年 - 1861年）
- 松平康正（1859年 - 1862年）
- 竹田斯綏（1859年 - 1860年）
- 酒井忠行（1860年 - 1862年）
- 小笠原長常（1860年 - 1862年）
- 一色直温（1861年、1862年 - 1863年）
- 竹内保徳（1861年 - 1864年）
- 根岸衛奮（1861年、1864年）
- 小栗忠順（1862年、1862年 - 1863年、1864年、1865年 - 1868年）
- 川勝広運（1862年 - 1863年）
- 津田正路（1862年 - 1863年）
- 都筑峯暉（1862年 - 1864年、1866年 - 1868年）
- 松平康直（1863年 - 1864年）
- 立田正直（1863年 - 1864年）
- 木村勝教（1863年 - 1864年、1867年 - 1868年）
- 斉藤三理（1864年）
- 有馬則篤（1864年）
- 鈴木重嶺（1864年）
- 大久保忠寛（1864年）
- 松平正之（1864年 - 1865年）
- 駒井朝温（1864年、1865年 - 1866年）
- 井上清直（1864年 - 1866年）
- 松平康正（1864年 - 1865年）
- 土屋正直（1864年 - 1865年）
- 小笠原政民（1865年 - 1866年）
- 井上義斐（1865年 - 1866年）
- 小栗政寧（1865年 - 1868年）
- 小笠原広業（1866年、1866年 - 1867年）
- 服部常純（1866年 - 1867年）
- 朝比奈昌広（1866年 - 1867年、1868年）
- 浅野氏祐（1866年 - 1867年）
- 塚原昌義（1866年 - 1867年）
- 星野成美（1866年 - 1867年、1867年 - 1868年）
- 溝口勝如（1867年）
- 河津祐邦（1867年）
- 栗本鯤（1867年）
- 織田信重（1867年 - 1868年）
- 小出秀実（1867年 - 1868年）
- 羽田正見（1867年）
- 小野広胖（1867年 - 1868年）
- 岡田忠養（1867年 - 1868年）
- 佐藤清五郎（1867年 - 1868年）
- 加藤余十郎（1868年）
- 菊池隆吉（1868年）
- 松平信敏（1868年）
- 松本寿太夫（1868年）
- 平岡準（1868年）
- 原弥十郎（1868年）
- 木村喜毅（1868年）

## 参考資料
- 松平太郎「第16章 町奉行と其所管 / 勘定奉行と其吏屬」『江戸時代制度の研究. 上巻』、武家制度研究会、1919年、967-984頁。
- 中村孝也『家康の政治経濟臣僚』雄山閣出版 、1978年。
- 東京帝国大学文学部史料編纂所 編『読史備要 新訂版』内外書籍、1938年、520-526頁。